# Église Trinity (Digby)
L'église Trinity (anglais : Trinity Anglican Church) est une église anglicane de style néogothique construite en 1878 située à Digby en Nouvelle-Écosse (Canada). L'église a été désignée comme lieu historique du Canada en 1990 et répertorié comme bien patrimonial provincial en 1994.

## Histoire
Digby est un établissement important pour les Loyalistes. La paroisse anglicane de Digby a été fondée le 29 septembre 1785. Le premier recteur est le révérant Roger Viets du Connecticut. Le 30 juillet 1788, l'évêque Charles Inglis pose la première pierre de l'église Trinity originale.

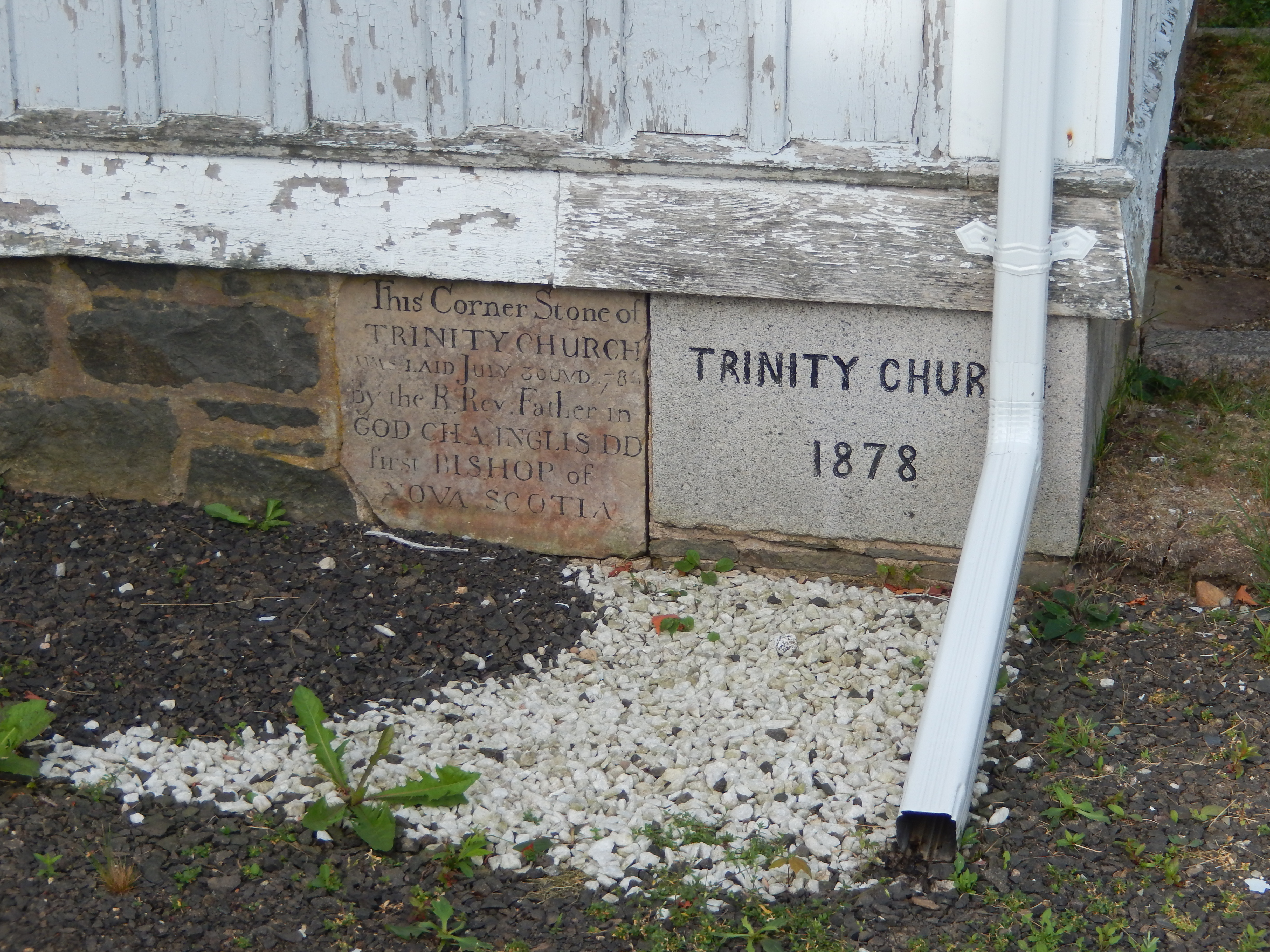
Pierre angulaire de l'église Trinity

Au cours des années 1870, l'église est devenu trop petite pour la communauté. Des plans sont faits pour une nouvelle église en 1877 et 1878. Le 3 juillet 1878, la pierre angulaire de la nouvelle église est posée. Les plans de l'église sont faits par l'architecte américain Stephen C. Earle (en) et le maître d’œuvre a été M.L. Oliver de Digby. Mgr Hibbert Binney (en) consacre la nouvelle église le 13 octobre 1880. Quant aux vitraux, ils sont l’œuvre de Alexander Gibbs, un vitrailliste londonien.
Une salle paroissiale a été construite sur le site en 1904 selon les plans de George A. Pratt et le maître d’œuvre Ralph M. Oliver. L'église a été désignée comme lieu historique national du Canada le 22 juin 1990. Le 24 mai 1994, l'église, le cimetière et la salle paroissiale ont été répertoriée comme bien patrimonial provincial par la province de la Nouvelle-Écosse.